# ميكانيكا بيشان الكمية
تعتبر ميكانيكا بيشان الكمية (QBism اختصارًا) في مجال الفيزياء وفلسفة الفيزياء تفسيرًا لميكانيكا الكم يركز على أفعال المُجرب وخبراته باعتبارها الاهتمامات المركزية للنظرية. يتميز هذا التفسير باستخدامه لمعادلات بيشان للاحتمالات من أجل فهم قاعدة برن الميكانيكية الكمية كإضافة معيارية لاتخاذ القرار الجيد. بدأت جذور ميكانيكا بيشان الكمية في الأعمال السابقة لكارلتون كافيس وكريستوفر فوشس وروديجر شاك خلال بداية العقد الأول من القرن العشرين، ارتبطت الدراسة بشكل رئيسي مع دراسات فوشس وشاك واعتمدت مؤخرًا من قبل ديفيد ميرمين. استُمدت ميكانيكا بيشان الكمية من نظرية المعلومات الكمية ونظرية احتمال بيشان وتهدف إلى إزالة الألغاز التفسيرية التي تعاني منها نظرية الكم. أتى تفسير بيشان من آراء علماء الفيزياء المختلفة التي غالباً ما جُمعت معًا وسميت تفسير كوبنهاغن، لكنها مختلفة عنهم. وصف تيودور هانش ميكانيكا بيشان الكمية بأنها ملخص لتلك الآراء القديمة وجمعها بشكل متسق.
يدرج أي عمل يستخدم طرق بيشان لحساب الاحتمالات التي تظهر في نظرية الكم ضمن ميكانيكا بيشان الكمية. يشار إلى معادلة بيشان التكعيبية باسم «تفسير بيشان الجذري».
تتعامل ميكانيكا بيشان الكمية مع الأسئلة الشائعة في تفسير نظرية الكم عن طبيعة التراكب الكمي للدالة الموجية والقياس الكمي والتشابك الكمي. وفقًا لبيشان فإن العديد (وليس جميع) من جوانب التشكيل الكمي محكومة بالآراء الشخصية. فعلى سبيل المثال، ليست الحالة الكمية في هذا التفسير واقعية، بل تمثل درجة اعتقاد العالِم بصحة النتائج المحتملة للقياسات. ولهذا السبب اعتبر بعض فلاسفة العلوم أن ميكانيكا بيشان الكمية شكل من أشكال اللاواقعية. يرفض مؤلفو تفسير بيشان هذا الوصف، ويقولون إنّ النظرية تتماشى بشكل ملائم مع نوع الواقعية التي يسمونها «الواقعية التشاركية» والتي تفترض شمول الحقيقة على أكثر مما يمكن لأي شخص معرفته.
بالإضافة إلى تقديمهم تفسير للبنية الرياضية الحالية لنظرية الكم طرح بعض علماء ميكانيكا بيشان الكمية برنامج بحثي لإعادة بناء نظرية الكم من المبادئ الفيزيائية الأساسية التي تتجلى في ميكانيكا بيشان الكمية. يكمن الهدف الاساسي من هذا البحث في تحديد جوانب علم وجود العالم المادي والتي تجعل من نظرية الكم نظرية جيدة للاستخدام. ومع ذلك فإن تفسير بيشان نفسه لا يعتمد على أي عملية إعادة بناء معينة.

## تاريخ ميكانيكا بيشان الكمية وتطورها

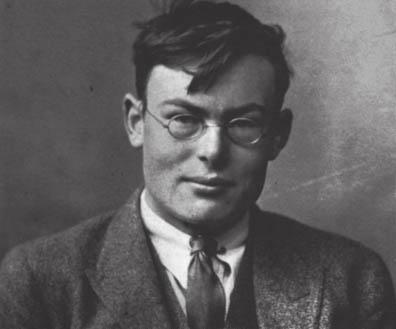
الفيلسوف وعالم الرياضيات والاقتصاد البريطاني فرانك رامزي الذي تطابق تفسيره لنظرية الاحتمال إلى حد كبير مع التفسير الذي اعتمدته النظرية البيشانية الكمية

ذكر إدوين طومسون جاينيس (أحد مناصري استخدام نظرية احتمال بيشان في الفيزياء الإحصائية) ذات مرة أن نظرية الكم هي «مزيج غريب يصف حقائق الطبيعة بشكل جزئي، وتحتوي على معلومات إنسانية غير مكتملة عن الطبيعة، طرحت جميعها من قبل هايزنبيرغ وبور بطرق لم يستطع أحد فهمها.» تطورت ميكانيكا بيشان الكمية بهدف فصل هذه الأجزاء باستخدام أدوات نظرية المعلومات الكمومية ونظرية احتمالات بيشان الشخصية.
هناك العديد من التفسيرات لنظرية الاحتمالات. تندرج هذه التفسيرات بشكل عام في إحدى فئتين: الأولى هي التي تؤكد أن الاحتمال هو خاصية موضوعية للواقع والثانية التي تؤكد أن الاحتمال عبارة عن بنية ذاتية وعقلية يمكن للشخص استخدامها لقياس مدى جهله بالعلم. تؤكد ميكانيكا بيشان على أن جميع الاحتمالات (حتى التي تظهر في نظرية الكم) يجب أن ينظر إليها بشكل صحيح كأجزاء من الفئة الأخيرة. تتبنى ميكانيكا بيشان تفسير بيشان الشخصي على غرار عالم الرياضيات الإيطالي برونو دي فينيتي والفيلسوف الإنجليزي فرانك رامزي.
وفقًا لميكانيكا بيشان الكمية فإن مزايا تبني وجهة نظر الاحتمال هذه مضاعفة وهي:
أولاً: يتمثل دور الحالات الكمومية مثل الدوال الموجية للجسيمات في ترميز الاحتمالات بكفاءة، وتشغل بذلك الحالات الكمومية أعلى درجة من درجاتها. إذا أخذنا بعين الاعتبار قياس منفرد ما كحد أدنى (معلومات عامل القيمة الايجابية للمؤثر كاملة) فتكون النتيجة بوضوح: تعادل الحالة الكمية رياضياً مع توزيع الاحتمال الفردي وتوزيع النتائج المحتملة لهذا القياس. أما بالنسبة لما يتعلق بالحالات الكمومية مع الاعتقاد أن الحالة الكمومية تتغير عند حدوث القياس (انهيار الدالة الموجية) فهي تمثل ببساطة العالم الذي يقوم بتغيير افكاره استجابة لتجربة جديدة.
ثانياً: تشير إلى امكانية اعتبار ميكانيكا الكم كنظرية موضعية لأنه يمكن رفض مفارقة آينشتاين -بودولسكي -روزن (مفارقة أي بي آر) المتعلقة بالواقعية. تنص مفارقة أي بي آر: «إذا كان يمكننا التنبؤ بشكل اكيد (احتمال مساوٍ للواحد) بقيمة كمية مادية دون التأثير بشكل سلبي على أي قسم من النظام، فيوجد بذلك عنصر من عناصر الواقع يماثل تلك الكمية.» تعتمد الحجج التي تقول إنه يجب اعتبار ميكانيكا الكم نظرية غير موضعية على هذا المبدأ، لكن بالنسبة إلى ميكانيكا بيشان الكمية فهي غير صحيحة نظرًا لأن مبدأ بيشان يمكن في أخذ كل الاحتمالات بعين الاعتبار حتى تلك المساوية للواحد. وفي حين أن العديد من تفسيرات نظرية الكم تستنتج أن ميكانيكا الكم هي نظرية غير موضعية فإن نظرية بيشان ترفض ذلك.

## الافتراضات الأساسية
تعتبر نظرية الكم وفقًا لميكانيكا بيشان أداة يمكن أن يستخدمها المجرب لمساعدته في وضع توقعاته، فهي تعتبر نظرية الاحتمالات أكثر من نظرية فيزيائية تقليدية. نظرية الكم (كما في ميكانيكا بيشان) هي في الأساس دليل لاتخاذ القرارات التي صاغتها بعض جوانب الواقع المادي. من أهم مبادئ ميكانيكا بيشان ما يلي:
1. جميع الاحتمالات (بما في ذلك الاحتمالات التي تساوي الصفر أو واحد) هي تقييمات ينسبها المجرب إلى درجة إيمانه بصحة النتائج المحتملة. وأثناء تحديد التقييمات وتحديث الاحتمالات تصبح الحالات الكمية (مصفوفات الكثافة) والقنوات الكمية والقياسات (عوامل القيمة الإيجابية للمؤثر) تابعة للأحكام الشخصية للمجرب.
2. تعتبر قاعدة بورن معيار وليست وصف. فهي علاقة يجب على المجرب أن يسعى جاهداً للالتزام باحتمالاتها وبحالاتها الكمية.
3. نتائج تجارب القياس الكمي هي تجارب شخصية بالنسبة للمجرب ولا يمكن الاعتماد عليها بشكل مؤكد. قد تؤكد العوامل المختلفة نتائج التجربة وتتفق عليها، لكن النتيجة هي تجربة واحدة لكل منها على حدة.
4. تعتبر أدلة القياس من الناحية النظرية امتداد للمجرب. ويجب اعتبارها كعضو حسي أو طرف اصطناعي، أي أداة وجزء من الفرد في نفس الوقت.

## تلقي النظرية ونقدها
تباينت ردود الفعل على تفسير ميكانيكا بيشان الكمية بين المتحمسين لها وردود الفعل الرافضة كليًا. يدعي بعض الذين انتقدوا ميكانيكا بيشان الكمية أنها فشلت في تحقيق هدف حل التناقضات في نظرية الكم. ذكر باكي أغالوبي أن معالجة ميكانيكا بيشان الكمية لنتائج القياس لا تحل مشكلة اللاموضعية بشكل نهائي، ويجد جايغر افتراض ميكانيكا بيشان الكمية بتفسير الاحتمال هو سبب عدم منطقية الحل. اتهم نورسين ميكانيكا بيشان الكمية باتباعها فلسفة وحدة الأنا، وعرّف والاس ميكانيكا بيشان كمثال على الذرائعية. أصر بيشان على أن هذه الأوصاف هي سوء فهم وأن ميكانيكا بيشان الكمية لا تتبع وحدة الأنا وليست ذرائعية. أثار مقال نقدي كتبه نوينبرج في المجلة الأمريكية للفيزياء العلماء فوشس وميرمين وشاك ليكتبوا ردا عليه. أكد البعض أنه قد يوجد بعض التضاربات، على سبيل المثال: يقول ستيرز إنه عندما تساوي قيمة الاحتمال الواحد لا يمكن أن تمثل كدرجة من الاعتقاد كما ذكرت ميكانيكا بيشان. وبالإضافة إلى ذلك: يشير تيمبسون إلى أن طرق ميكانيكا بيشان الكمية قد تؤدي إلى تقليل قوة التفسير مقارنة بالتفسيرات الأخرى. رد فوشس وشاك على هذه المخاوف في مقال لاحق. دافع ميرمين عن ميكانيكا بيشان الكمية في مقال نُشر في دورية (الفيزياء اليوم) عام 2012، مما أثار نقاشًا كبيرًا. يمكن العثور على العديد من الانتقادات الأخرى لميكانيكا بيشان الكمية والتي نُشرت إثر مقال ميرمين وردوده على هذه التعليقات في منتدى القراء التابع لدورية الفيزياء اليوم. يحتوي القسم الثاني من مدخل موسوعة ستانفورد للفلسفة عن ميكانيكا بيشان الكمية أيضًا على ملخص للاعتراضات على التفسير وبعض الردود. عارض آخرون ميكانيكا بيشان الكمية لأسباب فلسفية، على سبيل المثال: انتقد موهيروف ميكانيكا بيشان الكمية من وجهة نظر الفلسفة الكانطية.